# Pietro Maravigna
Pietro Maravigna (Conzano, 15 octobre 1876 - Turin, 2 mai 1971) était un général, historien et homme politique italien.

## Biographie
Il est né dans la province de Cuneo, dans le royaume d'Italie, fils de Michele Maravigna (1839-1921), qui, bien qu'appartenant à une famille bourgeoise, était devenu lieutenant-colonel (tenente colonnello) du 11e régiment d'infanterie "Casale", l'un des plus prestigieux de l'armée italienne, et de la comtesse Margherita Negri di Sanfront (1848-1935), fille du comte Alessandro Negri di Sanfront, officier des Carabiniers royaux et issu d'une noble famille piémontaise.
Pietro Maravigna, après avoir fait ses études au Liceo Classico de Cavour, entre à l'Académie royale de Turin, qu'il quitte en 1895 comme sous-lieutenant (sottotenente) au 5e régiment "Lancieri di Novara" (dont Gabriele D'Annunzio faisait également partie) ; promu lieutenant (tenente) l'année suivante, il participe aux derniers événements de la guerre d'Abyssinie ; entre 1896 et 1902, il est en poste en Érythrée, d'abord comme aide de camp du général Antonio Baldissera, puis comme gouverneur militaire de Ghinda avec le grade de capitaine (capitano). En 1902, il est affecté à la réserve et mis en congé ; homme d'une grande polyvalence, il s'inscrit la même année à la faculté d'histoire de l'université de Turin, où il obtient son diplôme avec mention trois ans plus tard, en obtenant des spécialisations et en poursuivant ses études en France et en Allemagne.
Appelé au service actif en 1911, il est promu major (maggiore) et transféré dans l'infanterie, au 82e régiment d'infanterie "Turin", avec lequel il participe à la guerre italo-turque ; en novembre 1912, il entre à l'état-major général de l'armée italienne en tant qu'assistant du chef d'état-major de l'époque, le général Alberto Pollio. Parallèlement, il devient professeur d'histoire militaire à l'Académie royale de Turin et publie en janvier 1914 son premier ouvrage, Storia delle Operazioni Militari del Regio Esercito Italiano in Libia, l'un des premiers livres sur le sujet, suivi quelques mois plus tard de Storia dell'Esercito Sabaudo.
Pendant la Première Guerre mondiale, il est l'aide de camp du général prince Emmanuel-Philibert de Savoie entre 1915 et 1917 ; en février 1917, il est promu colonel (colonnello ) et devient chef d'état-major du Bureau d'information (ITO) de la 1re armée et adjoint du colonel Tullio Marchetti. En mai 1918, il est à nouveau promu colonel et devient Commendatore dell'Ordine della Corona d'Italia (commandeur de l'ordre de la Couronne d'Italie) pour la Droite historique (Destra storica) ; il sera également député des XXVIe , XXVIIe ,XXVIIIe législature, lorsqu'il démissionnera en raison de désaccords avec le gouvernement fasciste.
En 1920, il devient professeur d'histoire militaire à l'université La Sapienza de Rome et l'année suivante, il publie deux importants essais historiques : Eugenio di Savoia, il Condottiero d'Europa et Sulla Fortificazione Moderna : da Vauban a Montalenbert, qui a été adopté comme manuel par de nombreuses écoles militaires italiennes et européennes. En 1923, il est promu général de division (maggior generale) et en 1925 aide de camp du général Pietro Badoglio, alors chef d'état-major de l'armée de terre italienne ; en 1927, il publie La Monarchia Sabauda et en 1929 Economia Italiana di Guerra.
En 1931, il fonde la Ligue pour l'amitié italo-française (Lega per l'amicizia italo-francese), dont il sera longtemps le président, jusqu'à sa dissolution par le gouvernement fasciste en 1937 ; en 1933, il écrit Storia Militare d'Italia, qui sera publiée en 1948 et, le 9 octobre 1934, il reçoit l'ordre des Saints-Maurice-et-Lazare et le titre de chevalier du roi Victor Emmanuel III, qui le promeut lieutenant général (tenente generale) et lui confie le commandement de la place forte militaire de Gênes, qu'il conservera jusqu'en avril 1938, date à laquelle il se retire de l'armée.
Après la chute du régime fasciste et de la République sociale italienne (Repubblica Sociale Italiana - PSI), Maravigna devient un important militant monarchiste, devenant même président provincial du Parti national monarchiste de Novare, sans toutefois se présenter comme candidat à la députation. Au lieu de cela, il a poursuivi son travail d'historien et d'universitaire à l'université de Turin, publiant entre 1950 et 1966 : La Volpe Savoiarda: vita di Vittorio Emanuele II di Savoia, Lettere dallo Stato Maggiore Italiano 1912-1919, La guerra sulla Bainsizza, Italia e Francia, un'alleanza mancata, Storia Militare del Colonialismo Italiano, Vita, Opere e Pensiero di Massimo Taparelli d'Azeglio, Sul Senato del Regno d'Italia, In difesa dell'ammiraglio Persano, Memorie d'un uomo d'altri tempi ; en 1964, il est décoré de l'ordre national de la Légion d'honneur.
Il est mort à Turin le 2 mai 1971, à l'âge de 97 ans.

## Distinctions honorifiques

### Décorations italiennes
- Grand officier de l'ordre militaire de Savoie
 - Commandeur de l'ordre des Saints-Maurice-et-Lazare
 - Commandeur de l'ordre de la Couronne d'Italie
 - Médaille d'argent de la valeur militaire

### Décorations étrangères
- Commandeur de l'ordre national de la Légion d'honneur
 - Chevalier de grand-croix de justice de l'ordre Constantinien de Saint Georges

## Source
- (it) Cet article est partiellement ou en totalité issu de l’article de Wikipédia en italien intitulé « Pietro Maravigna » (voir la liste des auteurs).